# Eilema albicosta
Eilema albicosta là một loài bướm đêm thuộc phân họ Arctiinae, họ Erebidae.